# Chlorek diaminasrebra
Chlorek diaminasrebra, [Ag(NH
3)
2]Cl – nieorganiczny związek kompleksowy, dobrze rozpuszczalna w wodzie sól kwasu solnego oraz kompleksowego jonu diaminasrebrowego [Ag(NH
3)
2]+
.

## Budowa cząsteczki
Centralnym atomem w tym związku jest srebro, do którego przyłączone są kowalencyjnie dwie cząsteczki amoniaku, tworząc kation diaminasrebrowy [Ag(NH
3)
2]+
, połączony jonowo z anionem chlorkowym.
Cząsteczka chlorku diaminasrebrowego dysocjuje w wodzie na kation diaminasrebrowy oraz anion chlorkowy:
[Ag(NH
3)
2]Cl ⇌ [Ag(NH
3)
2]+
 + Cl−

## Otrzymywanie
Chlorek diaminasrebrowy można otrzymać rozpuszczając chlorek srebra (AgCl) w wodzie amoniakalnej:
AgCl + 2NH
3 → [Ag(NH
3)
2]Cl
lub w reakcji wymiany siarczku diaminasrebrowego z kwasem solnym:
2HCl + [Ag(NH
3)
2]
2S → 2[Ag(NH
3)
2]Cl + H
2S↑